# Немецкая школа (Москва)
Немецкая школа в Москве (нем. Deutsche Schule Moskau) — частная общеобразовательная школа в районе Тропарёво-Никулино в Москве, преподавание в которой идёт на немецком языке. С 1989 года школа носит имя русского врача немецкого происхождения Фёдора Петровича Гааза.
Обучение в школе разделяется на начальную школу и среднюю школу I и II ступени. Также при школе работает детский сад. После окончания школы выпускник может получить или аттестат зрелости «реальной школы» (10 классов) или «абитур» (12 классов), дающий право на поступление в высшее учебное заведение. Аттестат, полученный в Немецкой школе, даёт право как на поступление в один из вузов Германии, так и приравнивается к российскому аттестату зрелости.
До 2009 года обучение проходило по учебным планам федеральной земли Баден-Вюртемберг, с 2009 года — по планам Тюрингии. В 2010 году школа получила сертификат Exzellente Deutsche Auslandsschule.

## Известные выпускники
- Екатерина и Мария Путины, дочери Владимира Путина[1]
- Мария Петровна Голицына – российский дизайнер интерьеров люксембургского происхождения.